# La misión (serie de televisión)
La misión es una serie de televisión de suspenso y drama sobrenatural argentino emitido por el Canal Acequia. La serie sigue a Ezequiel, un periodista que llega a un lugar llamado La Misión con el propósito de impedir que se cumpla una premonición que se le apareció en uno de sus sueños, el cual dice que en 40 días el pueblo será destruido. Estuvo protagoniza por Adrián Navarro, Mercedes Oviedo, Federico Olivera, Carolina Peleritti, José Luis Mazza y Alan Daicz. Fue estrenada el viernes 19 de diciembre de 2014.

## Sinopsis
Ezequiel es un periodista que a raíz de un accidente automovilístico se despierta todos los días teniendo sueños donde se le presentan premoniciones y fenómenos psíquicos sobrenaturales, por lo cual, decide regresar al lugar de los hechos, a un pueblo llamado La Misión, sabiendo que éste va a desaparecer en el término de cuarenta días y a partir de su llegada levantará las sospechas de todos los habitantes sobre los sucesos extraños que ocurren.

## Elenco

### Principal
- Adrián Navarro como Ezequiel Inviatto
- Mercedes Oviedo como Victoria Osorio
- Federico Olivera como Francisco "Frank" Kane
- Carolina Peleritti como Dolores Osorio
- José Luis Mazza como Osvaldo Evans
- Alan Daicz como Martín Osorio

### Secundario
- Luz Kerz como Nancy
- Ariel Bertone como Mateo Espinosa
- Carlos Simón como Raúl
- Héctor Bordoni como Surak
- Rito Fernández como Nehuén
- Francisco González Gil como Pedro Evans

### Participaciones
- Héctor Bidonde como Cura David
- Dolores Sarmiento como Suyai
- Florencia Pereiro como Sofía
- Diego Julio como Ángel
- Marcelo Melingo como Federico Gehring
- Flora Ferrari como Clara
- Néstor Zacco como Garrido
- Nacho Vavassori como Miguel
- David Di Nápoli como Inspector
- Ezequiel Campa como Alejo
- Belén Robaina como Enfermera de Ezequiel
- Daniel Beniluz como Doctor de Ezequiel
- Nahuel Viale como Naukeún
- Leandro Lambertucci como Agustín

## Episodios
| N.º | Título                  | Dirigido por   | Escrito por                                                           | Fecha de emisión original |
| --- | ----------------------- | -------------- | --------------------------------------------------------------------- | ------------------------- |
| 1   | «Cuarenta días»         | Jesús Braceras | Daniel De Felippo, Eduardo Navarta, Ariel Fernández y Julia Golluscio | 19 de diciembre de 2014   |
| 2   | «La conexión»           | Jesús Braceras | Daniel De Felippo, Eduardo Navarta, Ariel Fernández y Julia Golluscio | 26 de diciembre de 2014   |
| 3   | «La luz y la tinieblas» | Jesús Braceras | Daniel De Felippo, Eduardo Navarta, Ariel Fernández y Julia Golluscio | 2 de enero de 2015        |
| 4   | «La revelación»         | Jesús Braceras | Daniel De Felippo, Eduardo Navarta, Ariel Fernández y Julia Golluscio | 9 de enero de 2015        |
| 5   | «Sin rastro»            | Jesús Braceras | Daniel De Felippo, Eduardo Navarta, Ariel Fernández y Julia Golluscio | 16 de enero de 2015       |
| 6   | «La incertidumbre»      | Jesús Braceras | Daniel De Felippo, Eduardo Navarta, Ariel Fernández y Julia Golluscio | 23 de enero de 2015       |
| 7   | «Señales»               | Jesús Braceras | Daniel De Felippo, Eduardo Navarta, Ariel Fernández y Julia Golluscio | 30 de enero de 2015       |
| 8   | «Desilusión»            | Jesús Braceras | Daniel De Felippo, Eduardo Navarta, Ariel Fernández y Julia Golluscio | 6 de febrero de 2015      |
| 9   | «El padre»              | Jesús Braceras | Daniel De Felippo, Eduardo Navarta, Ariel Fernández y Julia Golluscio | 13 de febrero de 2015     |
| 10  | «El círculo cerrado»    | Jesús Braceras | Daniel De Felippo, Eduardo Navarta, Ariel Fernández y Julia Golluscio | 20 de febrero de 2015     |
| 11  | «La palabra»            | Jesús Braceras | Daniel De Felippo, Eduardo Navarta, Ariel Fernández y Julia Golluscio | 27 de febrero de 2015     |
| 12  | «La tentación»          | Jesús Braceras | Daniel De Felippo, Eduardo Navarta, Ariel Fernández y Julia Golluscio | 6 de marzo de 2015        |
| 13  | «La salvación»          | Jesús Braceras | Daniel De Felippo, Eduardo Navarta, Ariel Fernández y Julia Golluscio | 13 de marzo de 2015       |

## Emisión internacional
| País / Región | Canal      | Estreno             | Título    | Ref.  |
| ------------- | ---------- | ------------------- | --------- | ----- |
| Bolivia       | Bolivia TV | 10 de enero de 2022 | La misión | [ 4 ] |